# 不丹—印度關係

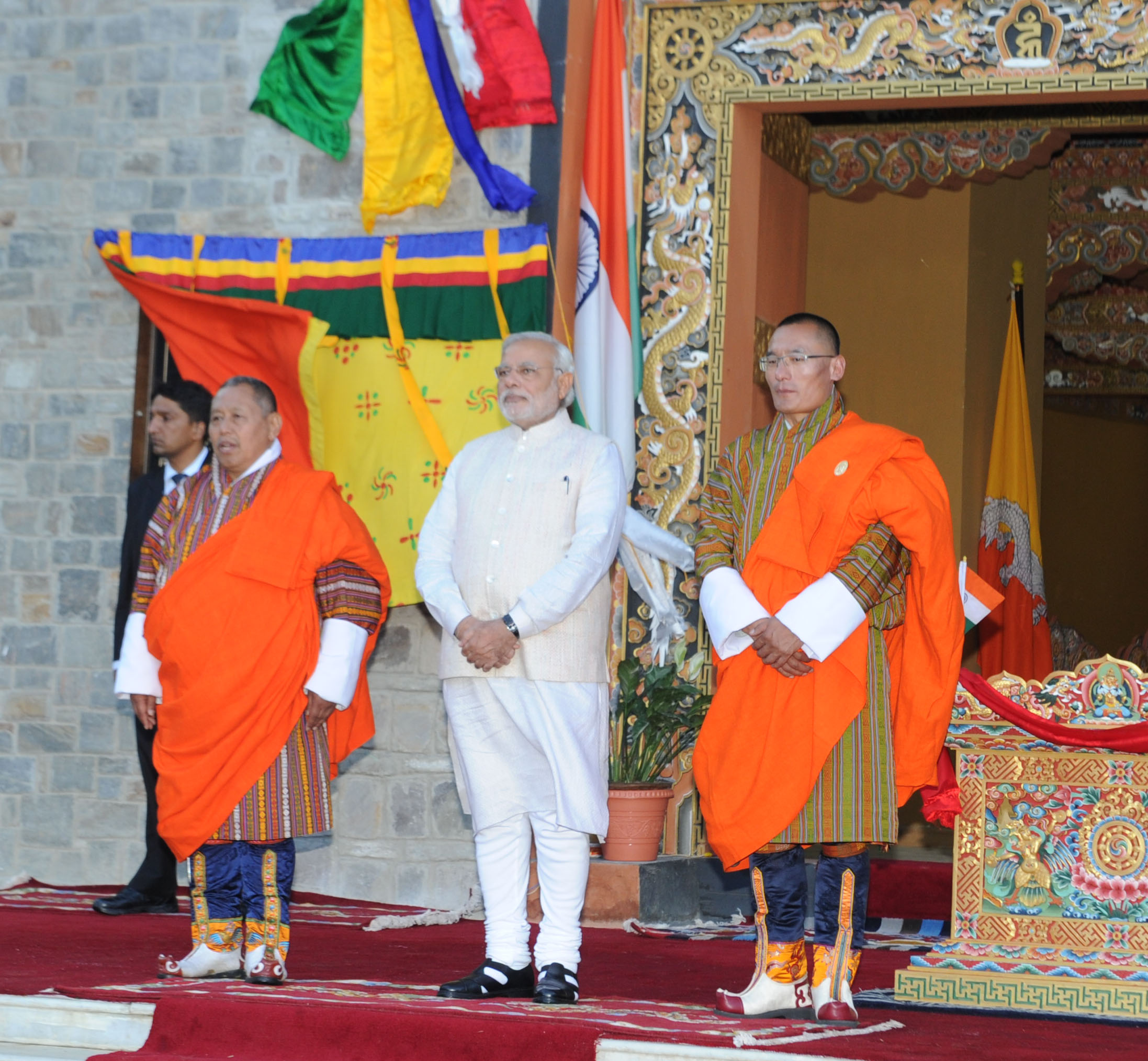
印度总理纳伦德拉·莫迪会见不丹总理策林·托傑

印度共和国和不丹王国在传统上关系紧密而特殊。印度在不丹的外交、国防和经贸上拥有着一定影响力。如今不丹是印度的一个“被保护国家”（protected state），而非“保护国”（protectorate）。2012-13财年，印度对不丹的财政援助为6亿美元。此后几年，这一数字持续稳定增长，并于2015-16财年达到了9.85亿美元，使得不丹成为印度对外援助最大受惠国。策林·托傑在2013年8月访印期间，接受了高达8.19亿美元的额外援助，其六分之五被用于不丹的第十一个五年计划。

## 两国关系背景
有记载的两国关系最早可追溯到公元747年，即印度烏仗那國僧人莲花生将佛教传入不丹之时。长久以来，不丹一直作为一个较为封闭的国家，在参加国际组织和维持仅有的双边关系上不甚活跃。1910年1月，英不签订《普那卡条约》，规定不丹在对外事务上受英国指导，不丹就此成为英属印度的保护国。1947年，不丹成为首个承认印度独立的国家。1949年，印度与不丹签订《永久和平与友好条约》。此后两国发展了紧密的外交关系。两国国界长605（376英里）。印度是不丹最大的贸易伙伴。不丹约90%的进口来自印度，98%的出口是由印度提供市场。

## 1949年協議

### 1949年印不《永久和平与友好条约》
1949年8月8日，印度和不丹签订友好条约，吁求两国间和平共处与互不干涉内政。但该协定的第二条款称，“就对外关系而言，不丹政府同意接受印度政府建议的指导。”同时规定两国应在外交与国防问题上进行紧密协商。自由贸易和引渡问题也在条约中得以规定。学者认为，该条约的影响在于使不丹变成印度的受保护国家，而并非保护国，因为不丹仍然有权行使自己的外交政策。
中华人民共和国于1951年取得对西藏的控制，这使得印不两国关系更加紧密。1958年，时任印度总理尼赫鲁访不，重申了印度对不丹独立的支持。之后，他在印度国会宣告，任何对不丹的侵略都会被视作对印度的侵略。
不丹并不将自身视作印度的保护国。1959年，中国正寻求“解放”锡金和不丹的谣言在印度政界广为流传。尼赫鲁在下院发表声明，称保卫不丹边界、保持不丹领土完整是印度政府的责任。这一声明当即遭到不丹总理反对，他声称不丹并非印度的保护国，友好条约并未包含关于不丹国防的任何内容。
这一时期，印度对不丹的经济、军事和发展援助增长迅速，不丹的国家安全现代化计划也在印度的援助之中。尽管印度反复重申对不丹的军事援助，不丹仍对印度的军事能力表示担忧。一旦战争爆发，印度将面临有巴基斯坦参与的双线作战之中。两国之间的划界谈判从1973年持续到1984年。谈判基本解决了争议。

## 1972年以来的印不关系

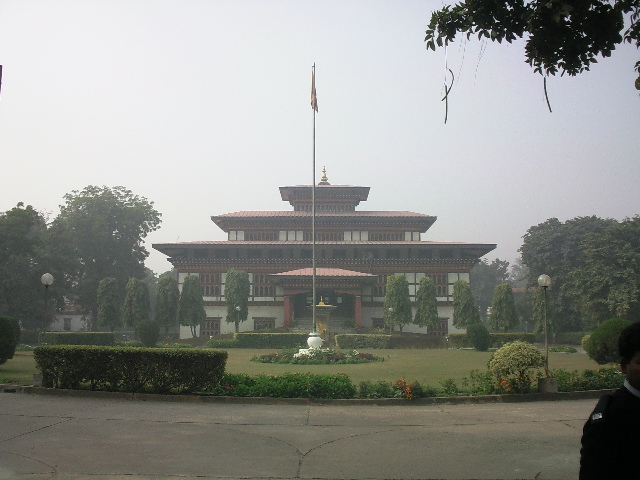
不丹驻印度大使馆

尽管两国保持着紧密而友好的关系，不丹政府却开始表示出重新谈判友好条约的意愿，以强化对不丹的主权的掌控。不丹逐渐在其外交事务上展现出更加独立自主的姿态。1971年加入联合国，次年承认孟加拉国独立，并与之签署贸易协定，使得不丹出口商品在第三国享受免税政策。1979年，不丹在不结盟运动中同中国与部分东南亚国家在红色高棉的席位问题上投上赞成票，与印度背道而驰。
1950年，《印度-尼泊爾友好條約》签订，因印度移民问题，该条约广受争议，并激起了尼泊尔民众的不满情绪。不丹与尼泊尔不同，印不关系并未因《友好条约》的规定所引发的关切而受到影响。2003年至2004年，不丹王军对阿萨姆联合解放阵线等武裝組織开展名為「全清行動」的军事行动，后者曾利用其在不丹的部分基地对印度进行攻击。
基於不丹與印度之間允許兩國人民在互惠的基礎上自由流動的1949年協議，印度公民無須辦理簽證進入不丹，持有印度護照、附有相片的投票咭以及由印度驻彭措林领事馆签发的身份证明的条件下，印度公民可自陆路或空路入境不丹，且没有停留日数限制。而不丹公民亦可以无限期居留于印度。